# Лев VIII
Лев VIII (лат. Leo PP. VIII; ?, Рим — 1 марта 965, Рим) — папа римский с 6 декабря 963 года по 1 марта 965 года. Взошёл на престол благодаря поддержке императора Оттона I Великого, низложившего Иоанна XII и изгнавшего Бенедикта V, поэтому его легитимность оспаривается. Заслужил хорошую репутацию своим аскетизмом, позабытым за полвека порнократии.

## Биография
Родился в Риме в регионе рядом с Аргентарийским оврагом. Лев был сыном Иоанна, занимавшего должность протонотария, и членом знатной семьи. Во время понтификата Иоанна XII он был смотрителем римской государственной школы для писцов. В 963 году он был включен в делегацию, которая была направлена Иоанном к императору Священной Римской империи Оттону I, который осаждал короля Италии Беренгара II в замке Святого Льва в Умбрии. Посольство должно было успокоить императора, а также заявить протест по поводу действий Оттона, который требовал, чтобы города Папской области принесли присягу на верность императору, а не папе.
К тому времени, когда Оттон вошел в Рим, чтобы свергнуть Иоанна, Лев служил протонотарием Апостольского Престола. Синод, созванный императором, неканонично низложил Иоанна и приступил к избранию Льва, который был кандидатом от императора. 4 декабря 963 года он был избран, хотя ещё был мирянином, поэтому такие выборы были также недействительными. В течение дня Лев был рукоположён последовательно иподиаконом, диаконом и священником и кардинал-епископом. Наконец, 6 декабря 963 года Лев принял сан епископа Рима. Свергнутый Иоанн, однако, все ещё имел большое число сторонников в городе. Он предложил большие взятки римской знати, если она восстанет и свергнет Оттона и убьет Льва. В начале января 964 года римский народ поднял восстание, которое было быстро подавлено войсками Оттона. Лев, надеясь примириться с римской знатью, уговорил Оттона освободить заложников, которых он взял из ведущих римских семей в обмен на их смирение. Однако как только Оттон покинул Рим 12 января 964 года, римляне снова восстали, что вынудило Льва бежать из Рима и укрыться у Оттона.
Иоанн XII вернулся и в феврале созвал синод, который, в свою очередь низложил Льва 26 февраля 964 года. Лев остался с Оттоном, а после смерти Иоанна XII в мае 964 года римляне избрали папой Бенедикта V. Оттон приступил к осаде Рима, и когда римляне в конце концов сдались, Лев вновь занял трон в Латеранском дворце.
Вместе с несколькими сторонниками Бенедикт в папских одеждах был приведен ко Льву, который спросил его, как тот осмелился занять кафедру Святого Петра, в то время, когда Лев был ещё жив. Бенедикт ответил: «Если я согрешил, помилуй меня». Получив обещание от императора, что его жизнь будет сохранена, если он покается, Бенедикт бросился к ногам Льва и признал свою вину. Лев созвал синод, который отменил все рукоположения Бенедикта. Однако, благодаря заступничеству Оттона, Бенедикту разрешили сохранить сан диакона. После того, как римская знать присягнула над могилой святого Петра в верности Льву, Оттон покинул Рим (июнь 964).
Запуганное императором духовенство подчинилось Льву. Папа издал множество булл, многие из которых предоставляли льготы Оттону и его преемникам. Некоторые из булл предоставляли германским императорам право выбора своих преемников в королевстве Италия, право выдвигать кандидатов в папы, а все папы, архиепископы и епископы должны были получить инвеституру от императора. Однако, хотя Лев получил различные уступки от своего покровителя, в настоящее время считается, что буллы о согласии императора с введением в должность священнослужителей были подделаны во время борьбы за инвеституру.
Лев VIII умер 1 марта 965 года, и ему наследовал Иоанн XIII. Согласно Liber Pontificalis, Лев был почтенным и энергичным человеком, ряд улиц в районе Аргентарийского оврага был назван в его честь.

## Споры о легитимности
Лев в течение многих лет считался антипапой. Ныне, в связи с неканоническими обстоятельствами избрания Льва принято считать, что до низложения Бенедикта V он наверняка был антипапа. Кроме того, хотя низложение Иоанна XII также было признанно недействительным, избрание Бенедикта V было каноническим. Тем не менее, если верить Лиутпранду Кремонскому, который вел хронику событий этого периода, Бенедикт согласился со своим низложением, так что Лев может рассматриваться как законный папа с июля 964 года и до своей смерти в 965 году. Тот факт, что следующий папа по имени Лев получил порядковый номер IX, также указывает, что он признавался как истинный папа.